# کیسوفیم
کیسوفیم (به لاتین: Kissufim) یک منطقهٔ مسکونی در اسرائیل است که در شورای منطقه ای اشکول واقع شده‌است.